# Saint-André-les-Vergers
Saint-André-les-Vergers település Franciaországban, Aube megyében. Lakosainak száma 12 695 fő (2022. január 1.). Saint-André-les-Vergers La Rivière-de-Corps, Rosières-près-Troyes, Saint-Germain, Sainte-Savine és Troyes községekkel határos.

## Népesség
A település népessége az elmúlt években az alábbi módon változott:
| Lakosok száma | 7666 | 10 688 | 11 329 | 11 264 | 11 770 | 12 204 | 12 311 | 12 784 | 12 701 | 12 695 |
|               | 1968 | 1982   | 1990   | 2006   | 2013   | 2015   | 2017   | 2019   | 2020   | 2022   |